# Bergilers
Bergilers (en wallon Bdjîlé, en néerlandais Belliek) est une section de la commune belge d'Oreye située en Région wallonne dans la province de Liège.
C'était une commune à part entière avant la fusion des communes du 2 juillet 1964. Elle comprenait également le hameau du Malpa, situé sur la chaussée romaine à hauteur du pont sur le Geer. Ce "mauvais pas" faisait référence à la perception d'un péage exercé par le Comte de Looz. On y trouve une minorité néerlandophone.

## Étymologie
1272 Burgilei, 1280 Beginley
Fortin (germanique *burga) ) à Oreye (latin in Ollaco) (?), on y trouve une rue "sous la motte", souvenir du fortin qui aurait été situé sous l'église actuelle;La colline située au sud du Geer entre Bergilers et Lens est aussi nommée "La Motte"; ou moins probablement, propriété de (suffixe -acum) Burgundila, anthroponyme germanique, diminutif de Burgundo (« le Burgonde »).
À noter en thiois (néerlandais), le synonymie entre Oleye qui se dit "Liek", Bergilers "Belliek" et Grandville "Nederliek".

## Démographie
- Sources:INS, Rem:1831 jusqu'en 1970=recensements, 1976= nombre d'habitants au 31 décembre

## Histoire
Une légende y place l'endroit où Ambiorix tendit une embuscade aux cohortes romaines de César qui évacuaient le pays depuis leur position fortifiée encore appelée "Sur les camps", lieu-dit situé entre Oreye et Horpmael.
Enclave namuroise en pays liégeois, Bergilers était une des douze paries du Comté de Namur.
Le pont de la chaussée romaine sur le Geer a dû jouer un grand rôle lors de l'arrêt des troupes bourguignonnes de Charles le Téméraire et leur retraite concrétisée par la paix d'Oleye. Les Bourguignons furent surpris après avoir détruit Dinant. Chargés de butin, ils rejoignaient le Brabant en trois contingents séparés en empruntant les chaussées vers Saint-Trond. Les Liégeois en colère à la suite du sac et massacre de Dinant, les attendaient à la sortie de Waremme. Apeurés par les « gens d'armes » du Comte de Charolais et plus habitués à la guérilla (compagnons de la tente verte), il n'y eut pas de combat juste quelques salves de couleuvrines et autres « rudesses ». On se contenta de confirmer la Paix de Saint-Trond par la livraison de 300 otages. (Commynes, Mémoires, Livre II, Chap 1)
Elle fut élevée au statut de commune du département de l'Ourthe sous le régime français.
Lors de la construction de l'autoroute, Elle a perdu la ferme située au croisement de la « Rue de la Mer » et du chemin « Al Baye » et ses terres qui se sont retrouvées au sud de celle-ci. Ces propriétés ont été rattachées à Pousset. La rue du Pousset est devenue un cul-de-sac alors qu'elle se prolongeait autrefois par un chemin de terre qui rejoignait la rue des peupliers juste au-delà de l'actuelle autoroute et qu'elle bordait un trou d'eau, d'où le nom de sa voisine « Rue sur le puits ».
De même, lors de la rectification de la Chaussée Romaine, on a construit des nouveaux tronçons de chaussée depuis le cimetière de Lantremange jusqu'à la chapelle Notre-Dame de Bon Secours, d'où le triangle de chaussée qui sert de parking au cimetière ou le bout de chaussée qui sert de parking à la Chapelle. Comme la route appelée « Ancienne Chaussée Romaine », ce sont des restes de la chaussée originale.